# Muditā
Muditā è un termine in sanscrito e pāli, appartenente al Buddismo, che significa "godere del benessere altrui", e viene tradotto in italiano con "gioia empatica", "gioia compartecipe" o "gioia condivisa". Muditā è una delle quattro brahmavihāra ("incommensurabili" o "dimore divine"), insieme a metta (gentilezza amorevole), karuna (compassione) e upekkha (equanimità).
Muditā può essere considerata come l'opposto del schadenfreude, termine tedesco che indica il compiacersi delle disgrazie altrui.
Un esempio dello stato mentale di muditā, è quello di un genitore che osserva compiaciuto e gioioso la felicità di un proprio figlio.